# Pan-Makak
Pour les articles homonymes, voir Pan (homonymie) et Makak (homonymie).
Pan-Makak est un village de la région du Centre du Cameroun, situé dans la commune de Bot-Makak. 

## Population et développement
En 1962, la population de Pan-Makak était de 199 habitants. La population de Pan-Makak était de 281 habitants dont 129 hommes et 152 femmes, lors du recensement de 2005.     